# Viktor Szarianidi
Viktor Ivánovics Szarianidi vagy Viktor Sarigiannides (orosz nyelven: Ви́ктор Ива́нович Сариани́ди; görög nyelven: Βίκτωρ Σαρηγιαννίδης; Taskent, 1929. szeptember 23. – Moszkva, 2013. december 22.) szovjet régész. Egy bronzkori kultúra maradványait fedezte fel 1976-ban a Karakum-sivatagban. A kultúra a Baktria-Margiana Régészeti Komplexum néven vált ismertté.

## Életpályája
Pontusi görög származású családban született. Szülei, Joánisz és Athena Szarianidi az 1920-as években vándoroltak oda Jaltából.
Szarianidi 1952-ben végzett a Közép-ázsiai Állami Egyetemen. Ezt követően 1961-ben mesterdiplomát szerzett a Szovjet Tudományos Akadémia moszkvai Régészeti Intézetében. Doktori disszertációja "Afganisztán a bronz- és vaskorban" címmel 1975-ben jelent meg.
Szarianidi a egész pályafutása alatt a Régészeti Intézet munkatársa volt. 1996-ban költözött Görögországba. Moszkvában hunyt el, 2013. december 22-én.
Még diákként, 1949-ben kezdett el dolgozni egy türkmenisztáni régészeti lelőhelyeken Mihail Masson felügyelete alatt. A Közép-ázsiai Állami Egyetem 1952-es elvégzése után a szamarkandi Történelmi Múzeumhoz került, ahol két évig dolgozott.
Szarianidi részt vett Tahirbey, Yaz Depe (1955-1956), Togolok (1970-es évek) emlékeinek ásatásain. 1974-től ő felügyelte az ásatásokat, amelyek a Margiana (vagy Margush) kultúra feltárásához vezettek, és 1990-ben több mint 200 bronzkori és kora vaskori település felfedezéséhez. 
Ezek közül a legfontosabb a főváros, Gonur-Tepe volt, amelyet az i. e. harmadik évezred végén alapítottak, és amely i. e. 1600-ig állt fenn. 
A városnak volt egy központi palotája, amelyet négyszögletes tornyokkal ellátott erődített falak védtek. E falakon kívül, a keleti oldalon fedezték fel a legkorábbi ismert tűztemplomot, „amely legalább tizenöt száz évvel megelőzte Zarathusztrát [i. e. 1000?], de kapcsolódik ahhoz, ami hitének rituáléjává vált.” 
A falak déli és nyugati oldala mentén áldozati templomokat állítottak fel. A templomokat egy második sor megerősített monumentális fal vette körül. Délen két medencét fedeztek fel (az egyik 100 x 60 méteres), amelyek alapján azt feltételezték, hogy Gonur lakossága vizet imádott. 
A Margush és Gonurdepe felfedezései miatt Szarianidi azt állította, hogy „bebizonyították, hogy az Amu-darja (Oxus folyó) völgye Közép-Ázsiában a Nílus, az Indus és a Tigris-Eufrátesz völgye mellett a városi civilizáció negyedik kiindulópontját képezi.”
1978-ban Szarianidi hat érintetlen sírt fedezett fel a Tillya Tepe-nél, amelyek a Kr. e. 1. századból származnak. Az elhunytak gazdagon fel voltak szerelve arannyal, az úgynevezett baktriai arannyal.
1996-ban pedig Gonurtól 350 méterre nyugatra egy nagy nekropoliszt fedeztek fel. 
Viktor Szarianidi 1974-től felügyelte az ásatásokat, amelyek a Margiana (vagy Margush) kultúra feltárásához vezettek, mely 1990-ben több mint 200 bronzkori és kora vaskori település felfedezéséhez vezetett. Ezek közül a legfontosabb a főváros, Gonur Tepe volt, amelyet az i. e. harmadik évezred végén alapítottak, és amely i. e. 1600-ig állt fenn. A városnak volt egy központi palotája, amelyet négyszögletes tornyokkal ellátott erődített falak védtek. E falakon kívül, a keleti oldalon fedezték fel a legkorábbi ismert tűztemplomot, „amely legalább tizenöt száz évvel megelőzte Zarathusztrát [i. e. 1000?], de kapcsolódik ahhoz, ami hitének rituáléjává vált.” A falak déli és nyugati oldala mentén áldozati templomokat állítottak fel. A templomokat egy második sor megerősített monumentális fal vette körül. Délen két medencét fedeztek fel (az egyik 100 x 60 méteres), amelyek alapján azt feltételezték, hogy Gonur lakossága vizet imádott. A Margush és Gonurdepe felfedezései miatt Szarianidi azt állította, hogy „bebizonyították, hogy az Amu-darja völgye Közép-Ázsiában a Nílus, az Indus és a Tigris-Eufrátesz völgye mellett a városi civilizáció negyedik kiindulópontját képezi.”
1978-ban Szarianidi hat érintetlen sírt fedezett fel a Tillya Tepe-nél, amelyek a Kr. e. 1. századból származnak. Az elhunytak gazdagon fel voltak szerelve arannyal, az úgynevezett baktriai arannyal.
1996-ban Gonurtól 350 méterre nyugatra egy nagy nekropoliszt fedeztek fel. Az ottani ásatások a következő tíz évben folytatódtak, és közel 3000 sírt tártak fel.

## Díjai és elismerései
- A Görög Becsületrend aranykeresztje.
- Türkmenisztán tiszteletbeli állampolgársága, 2000.
- Makhtumkuli nemzetközi díj, Türkmenisztán, 2001.
- Jamal ad-Din al-Afghani-díj, Afganisztán legmagasabb kulturális kitüntetése.